# 人體姿勢列表
人體姿勢是指人的身體可以採取的物理配置。

## 基礎姿勢
在不移動的時候，人的身體通常處於下列的姿勢之一。

### 站立

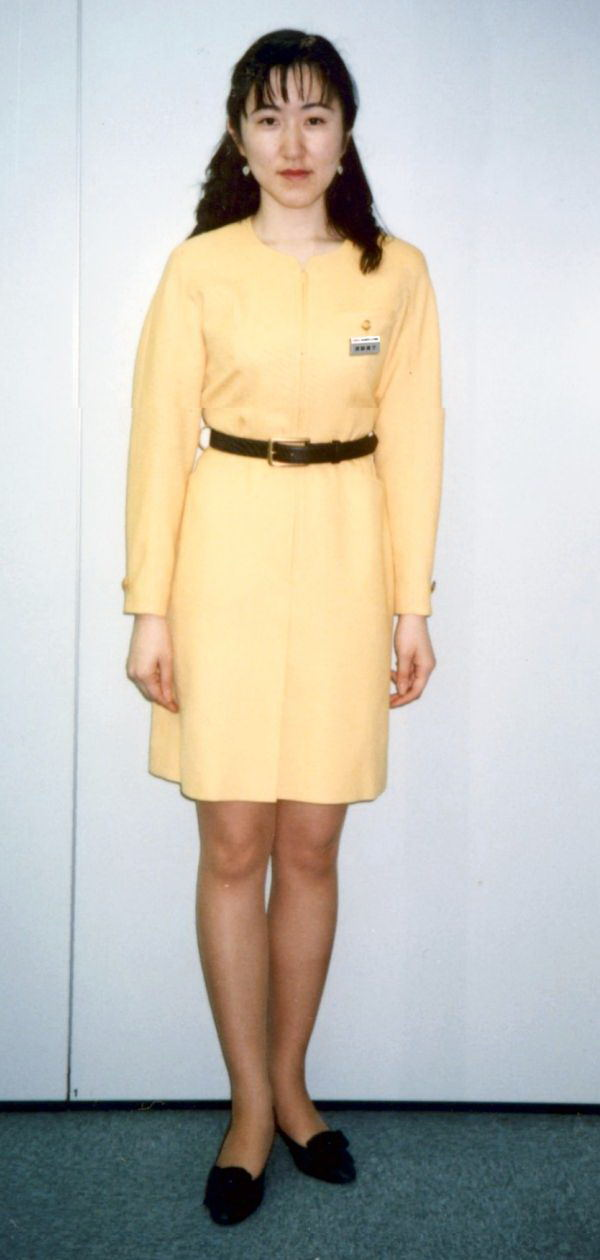
一位站立的人。

站立是一種人體姿勢。在此姿勢中，身體保持直立，由腳支撐。處於此姿勢的人雖然看似靜止，但重心會以腳踝為重心在平面上微幅來回搖擺。人類大約在8至12個月大時開始學會站立。「立正」指的是特別直挺的站立。
儘管站立並非高難度的危險動作，但站立可能會導致姿位性低血壓，久站也會導致腳痛，罰站則是立基於此的體罰之一。

### 坐

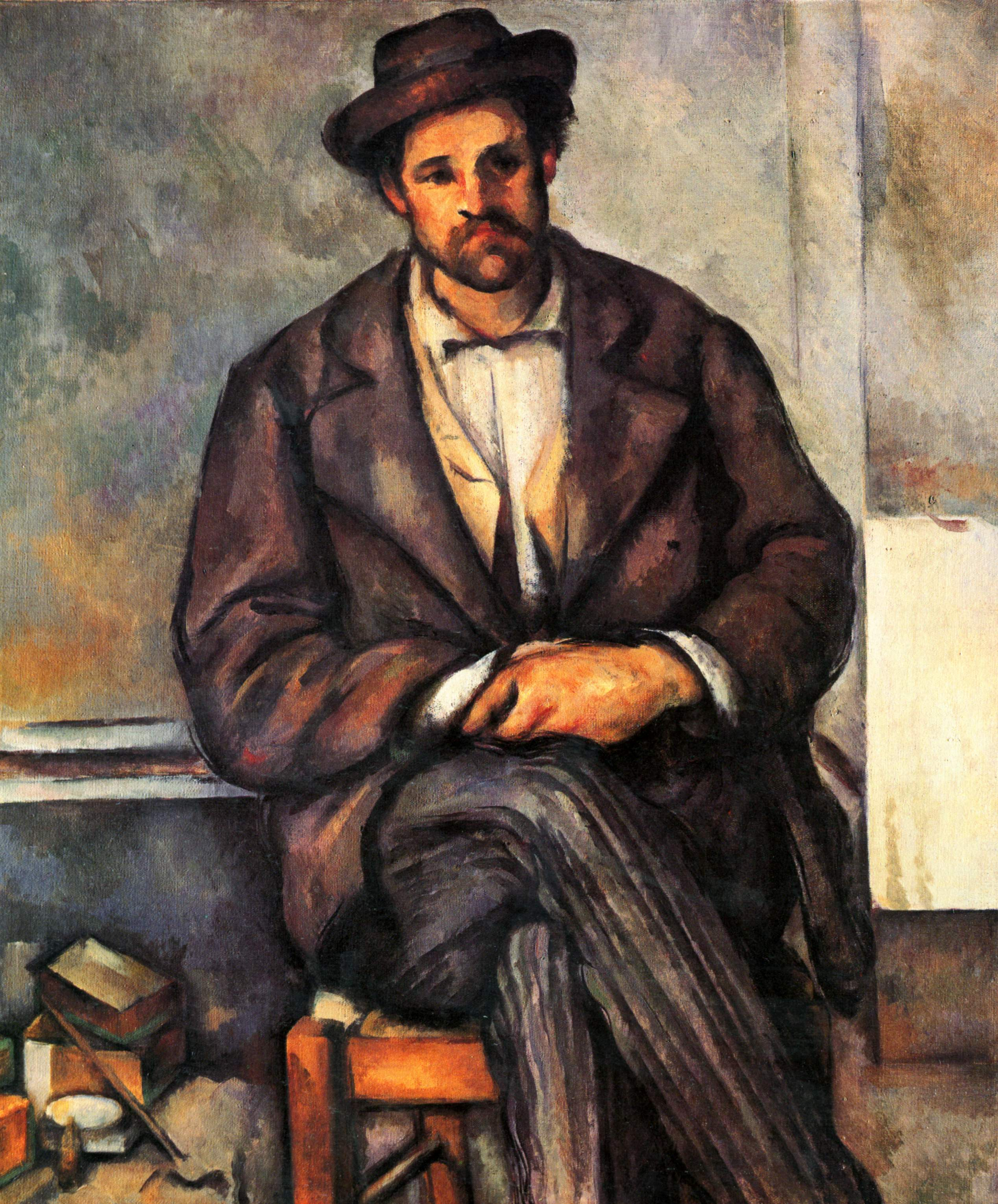
保羅·塞尚的作品，一位坐著的人。

坐是一個基本的人類休息姿勢。體重主要由與地面或諸如椅凳的水平物體接觸的臀部支撐，軀幹則或多或少是直立的。當坐在椅子上時，雙腿垂下，當坐在地上時，雙腿通常盤起或向前伸出。

### 蹲

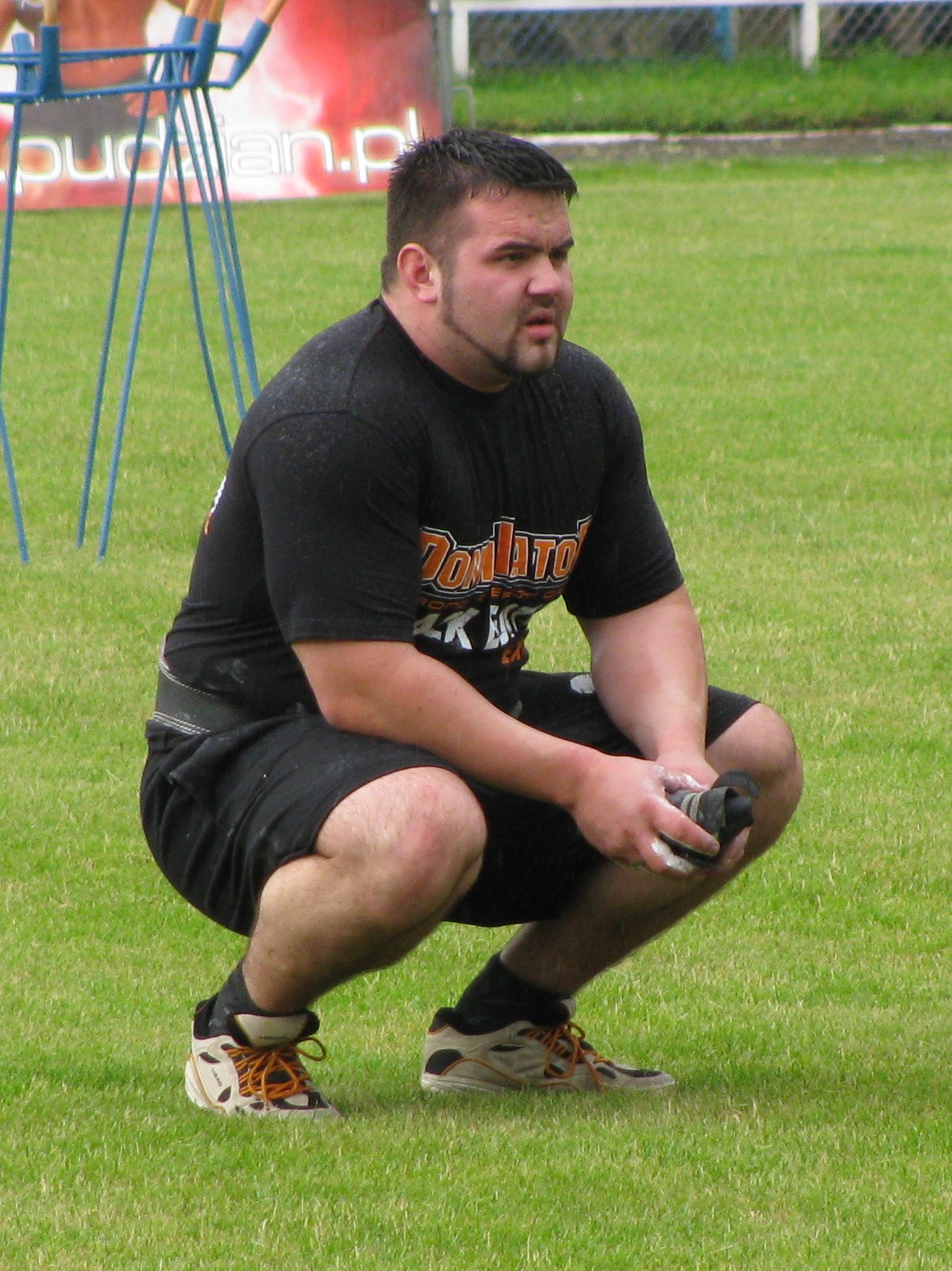
蹲下的運動員。

蹲是指雙腿彎曲，而身體重量壓在腳上的姿勢。可以是全蹲（或稱深蹲）或是半蹲。

### 臥

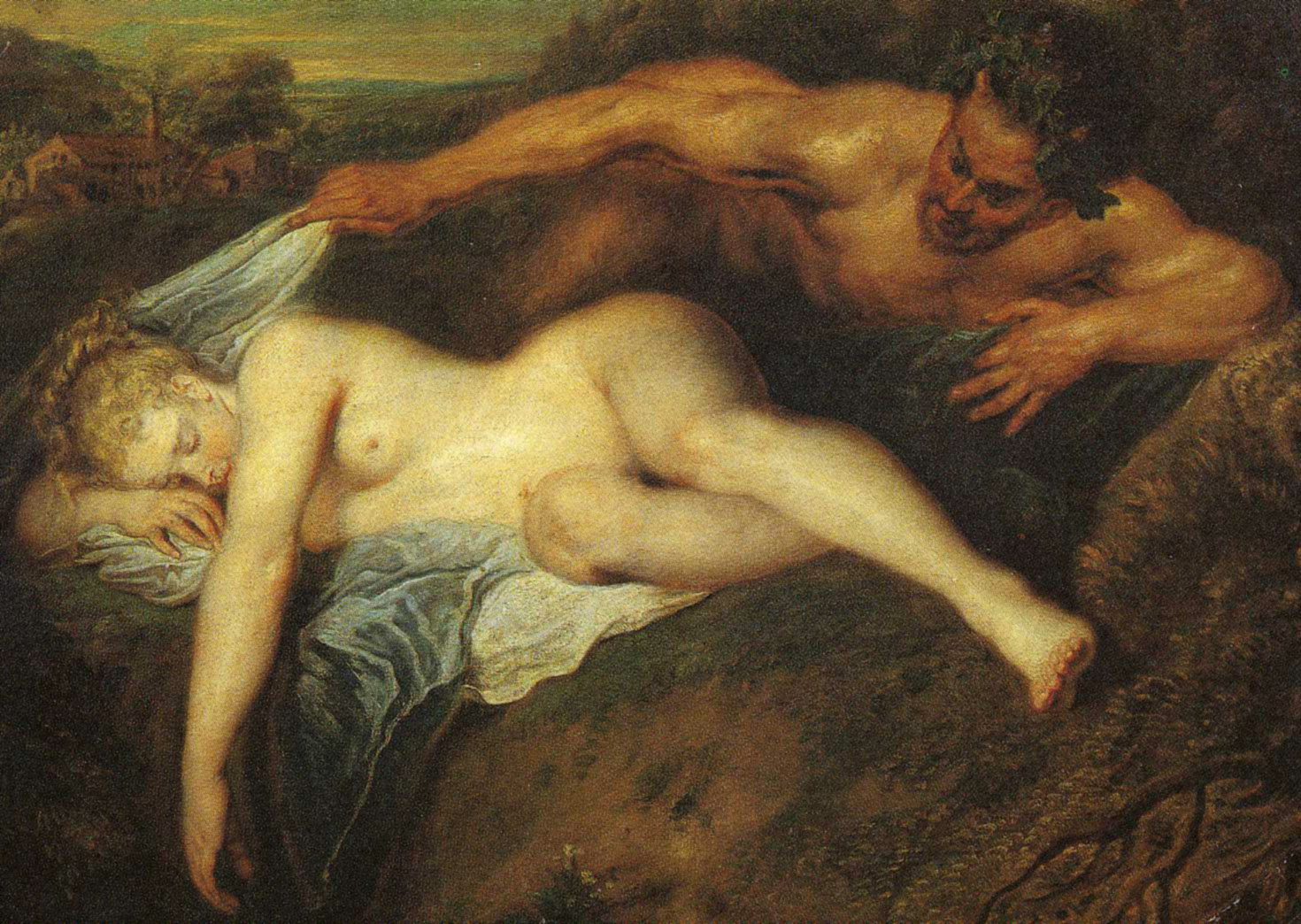
尙-安東尼·華鐸作品，圖中描繪了側臥的邱比特。

當人處於臥時，身體可以朝各個方向，包括：
- 躺：平臥。
- 趴：向下臥。
- 伏：向下臥

人在睡覺時通常處於臥姿。

### 跪

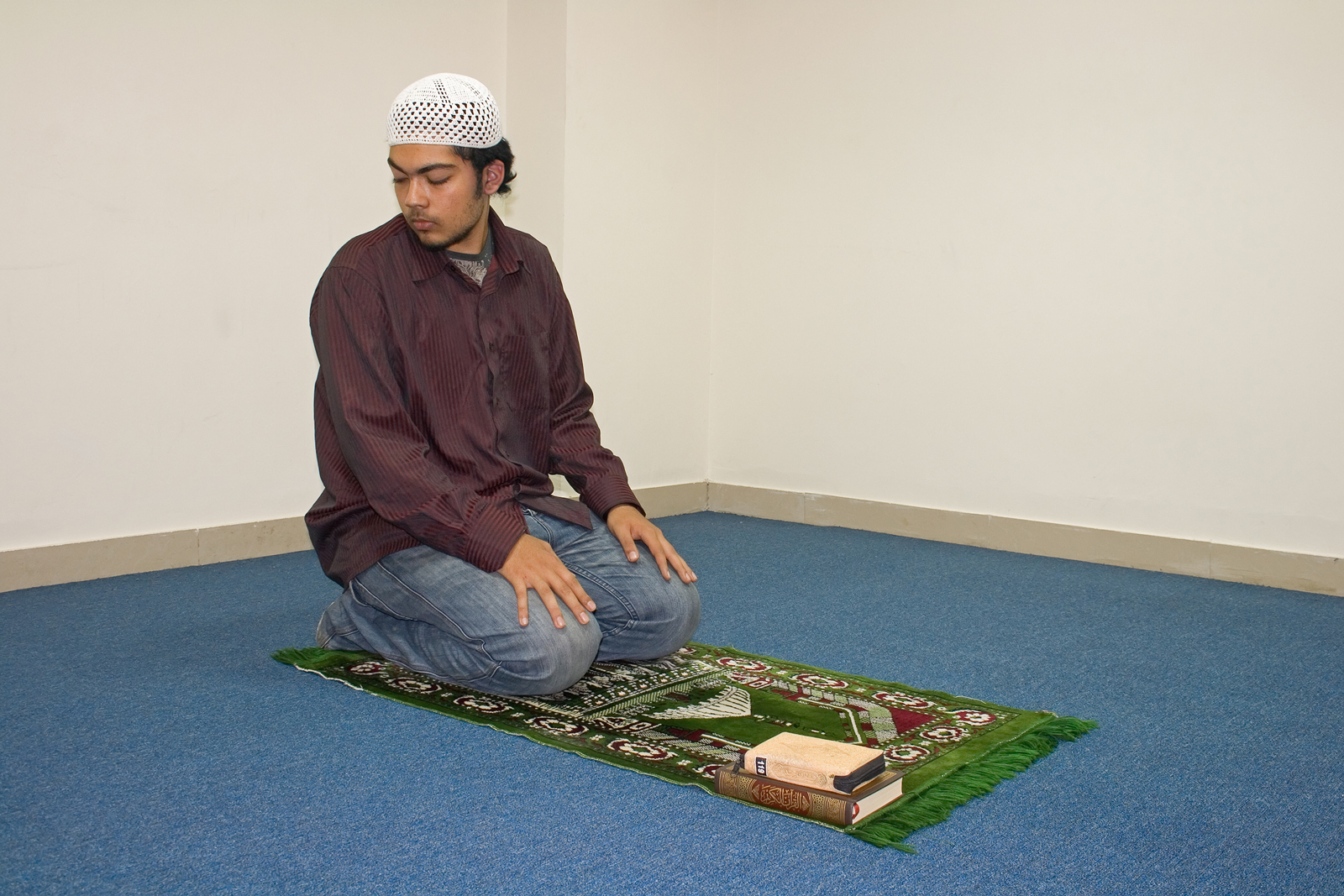
處於跪姿的人

跪是一個雙膝着地、身體伸直的人體動作。下跪被用於表達請求、道歉、感謝、尊敬等情感，也是一些宗教信徒敬拜神的方式；下跪也在教育或宗教等範疇被用作懲罰。

### 單腳跪

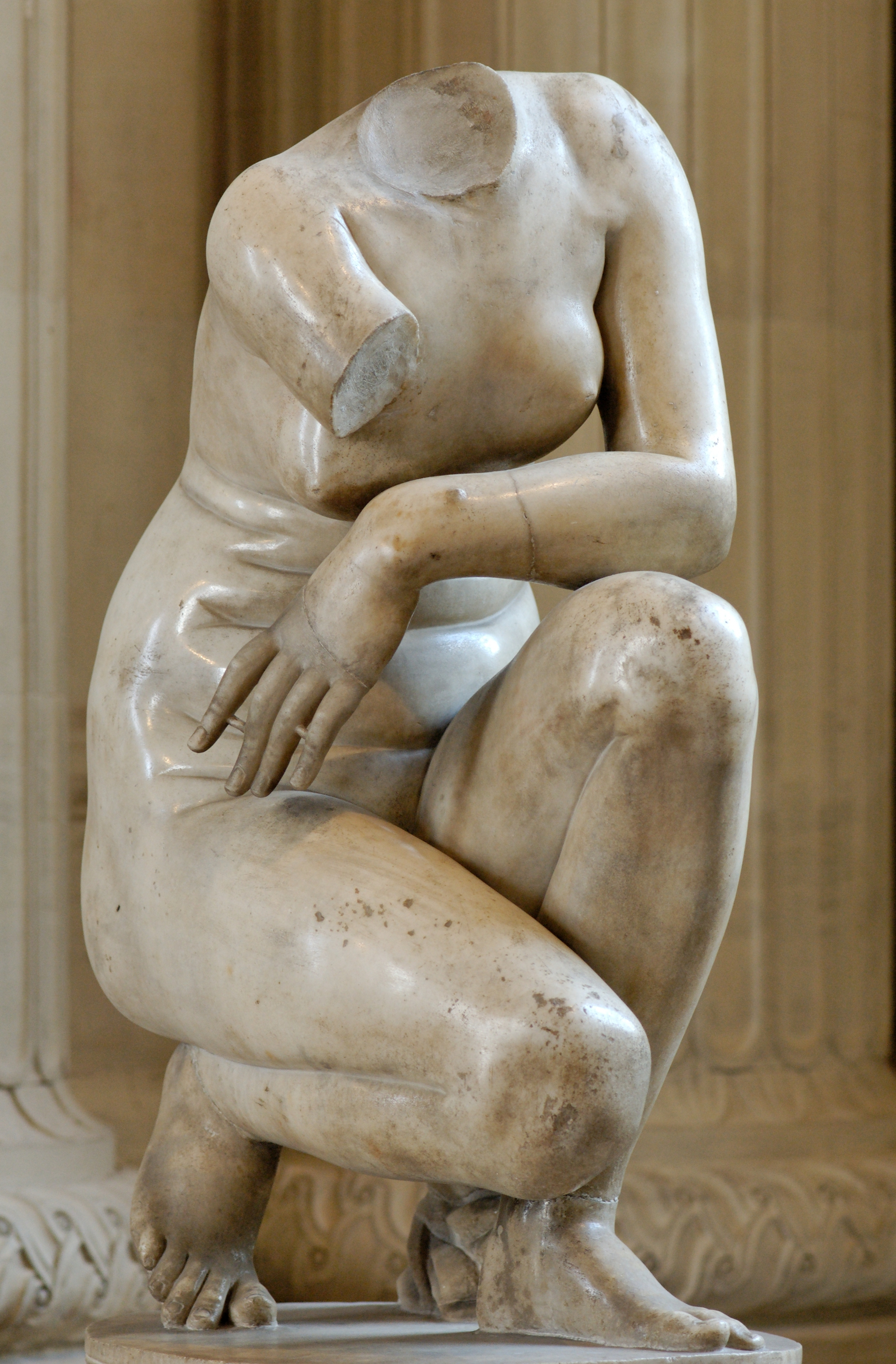
單腳跪的塑像。

單腳跪是指一隻腳跪下，而另一隻腳蹲著的姿勢。

### 四肢觸地
四肢觸地（All-fours）是指人的雙手、雙膝與小腿觸地的姿勢。

## 非典型姿勢

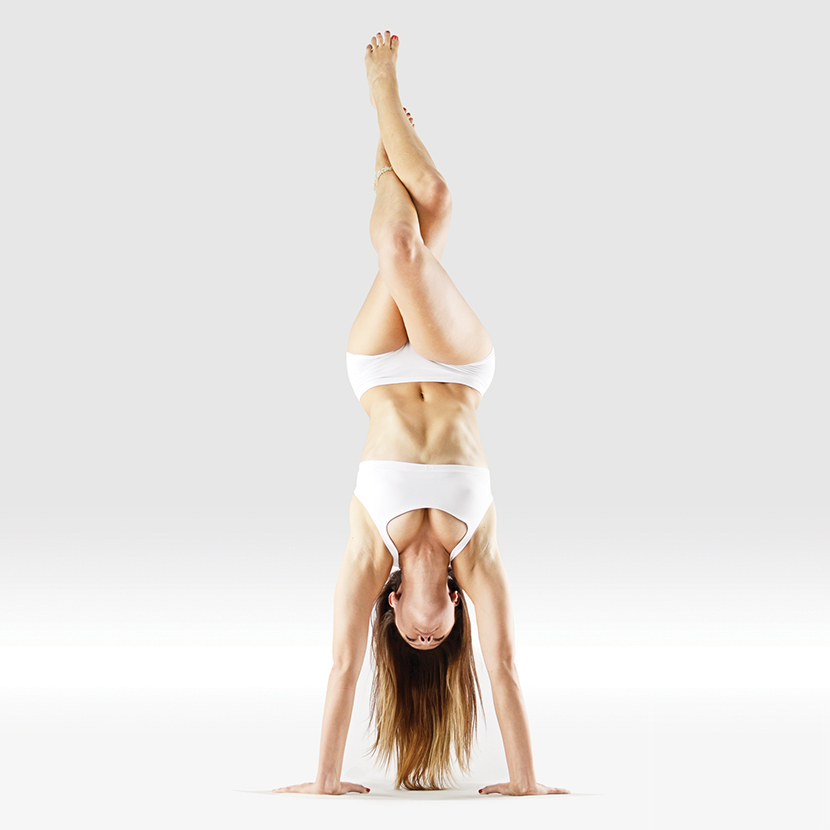
處於倒立的人

- 單腳站立
- 倒立
- 大字形（英语：Spreadeagle (position)）
- 下腰
- T型姿勢

## 繩縛姿勢
在BDSM領域裡，綁縛是以綑綁等約束肢體的方式來達到愉悅感。這些姿勢包括：
- 球形捆綁
- 乳縛
- 股繩縛
- 青蛙捆綁
- 後手椅子縛（英语：G-string tie）
- 頭部束縛
- 駟馬縛
- 過臂
- 反向祈禱縛
- 束縛繩束
  - 龜甲縛
- 海老縛
  - 逆海老缚
- 四肢縛（英语：Spreadeagle (position)）
- 吊墜縛
- 懸掛束縛

## 壓力姿勢

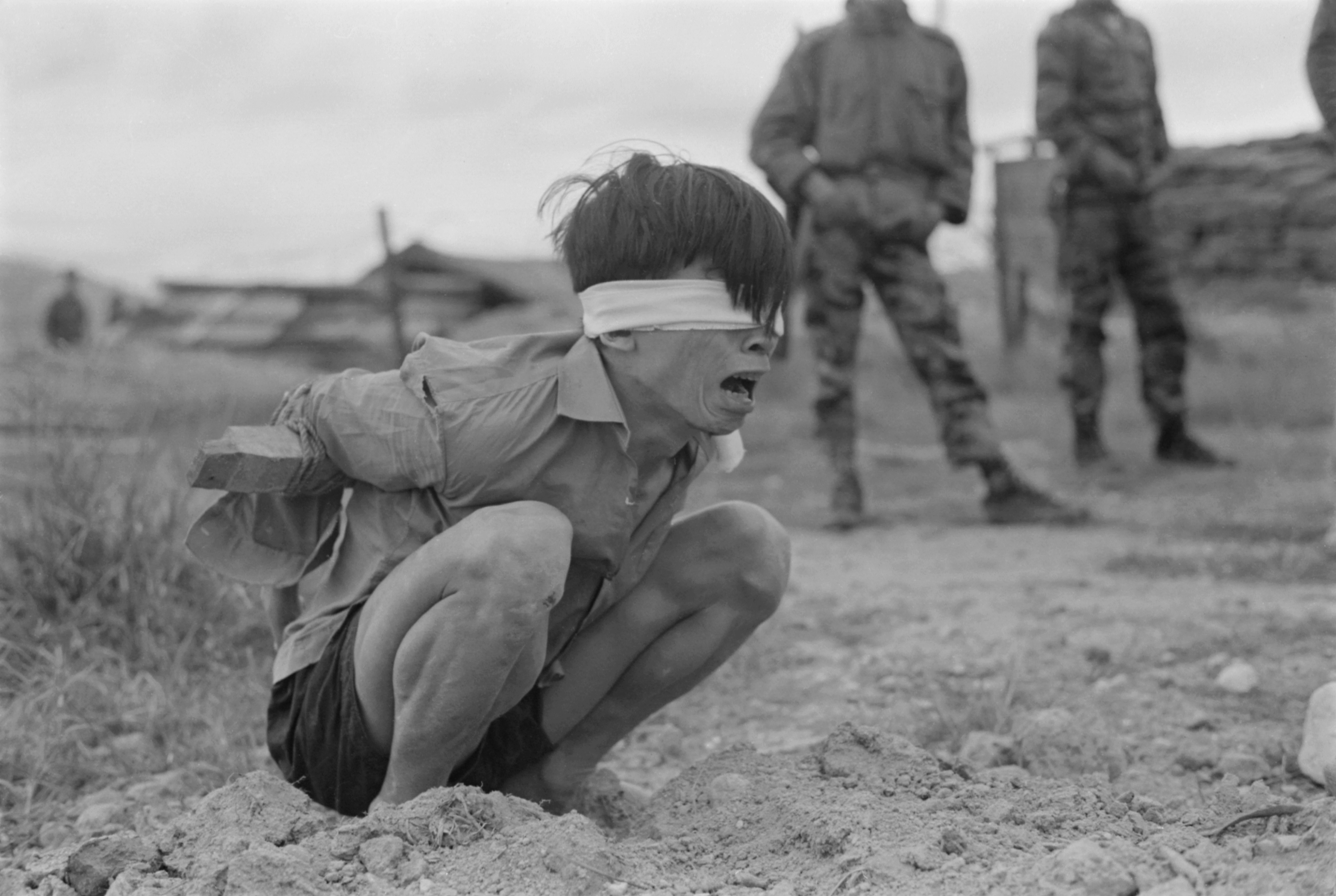
被美軍俘虜後等候訊問的越南戰俘。他的身體處於壓力姿勢。

壓力姿勢（Stress position）是指一些將身體的重心放在少數的肌肉上的姿勢，這些姿勢會以更快的速度消耗體力、並對身體施加更大的負擔。可能會被用於虐待、刑罰或體罰。例如半蹲。

## 復甦姿勢
復甦姿勢是指讓身體側躺、以求能較迅速恢復意識的姿勢。用於急救治療中。

## 騎乘姿勢

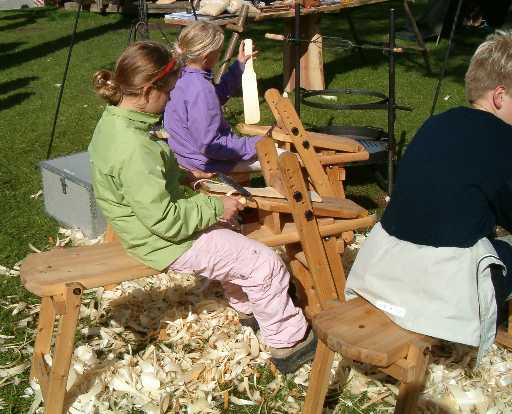
跨坐在刨工台上的工匠。

騎乘或跨坐姿勢是指在駕馭馬、驢、騾等牲畜、駕駛機車、自行車、獨輪車等交通工具、使用刨工台等工作臺上時呈現的姿勢。定義是雙腿必需在對象物的兩側。騎乘姿勢通常介於站立和坐姿之間。

## 性交體位
性交體位是專指人類在從事性行為時使用的各種姿勢。

## 射擊姿勢
步槍射擊運動的三種姿勢分別是：
- 臥姿
- 立姿
- 跪姿

## 睡姿
睡姿是指人在睡覺時的姿勢，常見的有：
- 仰睡
- 趴睡
- 側睡

## 服從姿勢
服從姿勢是依據文化和法令決定的。常見的有：
- 鞠躬
- 跪拜
- 叩頭

## 排尿姿勢
由於男性的陰莖是柔軟且凸出的，因此可以控制排尿的方向。儘管男性也可以坐下或蹲下排尿，但多數男性以站姿排尿。而女性則因為尿道並非凸出，因此通常採坐姿或蹲姿排尿，一些女性也能採取站姿排尿。

## 瑜珈姿勢

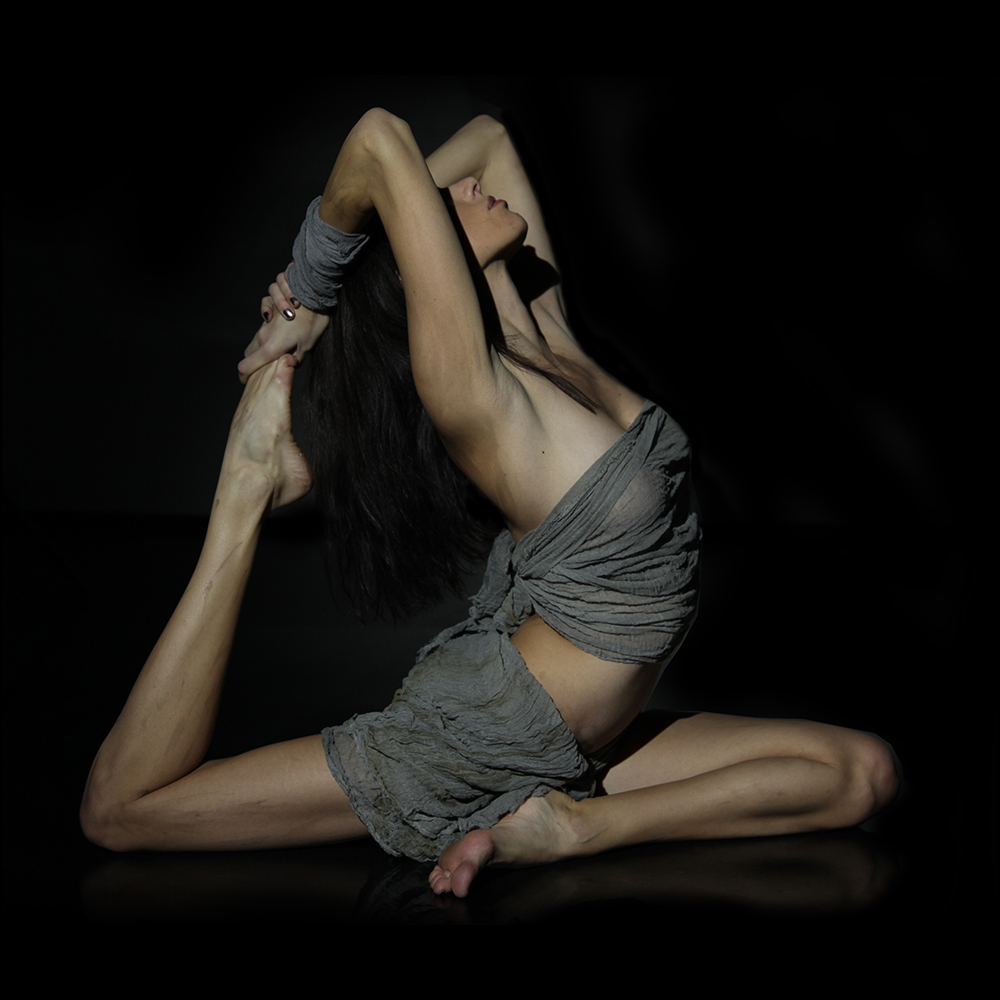
瑜珈姿勢之一：單腿鴿王第一式

瑜珈源自古印度文化，現今演變成一系列的修身養心方法，而瑜珈的體位指的是在練習瑜伽時，身體保持在特定位置後形成的姿勢。